# Wielki Klincz
Wielki Klincz (dodatkowa nazwa w j. kaszub. Wiôldżi Klińcz; niem. Gross Klinsch) – wieś kaszubska w Polsce, położona w województwie pomorskim, w powiecie kościerskim i gminie Kościerzyna, na wschodnim krańcu Pojezierza Kaszubskiego, przy trasie rozebranej linii kolejowej Kościerzyna-Skarszewy-Pszczółki – znajdował się  tutaj przystanek kolejowy. W miejscowości znajduje się oczyszczalnia ścieków wraz ze zbiorczą siecią kanalizacyjną, która w części gminy Kościerzyna tworzy aglomeracje Wielki Klincz. Wyznaczonym przez Radę Gminy Kościerzyna obszarem aglomeracji Wielki Klincz są miejscowości: Dębogóry, Dobrogoszcz, Kaliska Kościerskie, Kościerska Huta, Kościerzyna Wybudowanie, Mały Klincz, Niedamowo, Nowy Klincz, Nowa Wieś Kościerska, Skorzewo, Wielki Klincz i Wielki Podleś oraz działki położone na terenie miasta Kościerzyna przy ulicy Granicznej i Wiejskiej.
W latach 1973–1976 wieś była siedzibą gminy Wielki Klincz.
W latach 1975–1998 wieś administracyjnie należała do województwa gdańskiego.

## Integralne części wsi
| SIMC    | Nazwa          | Rodzaj    |
| ------- | -------------- | --------- |
| 0164859 | Gościeradz     | część wsi |
| 0164865 | Graniczny Młyn | część wsi |
| 0164871 | Jeziorki       | część wsi |

## Historia
Wieś założona w XIV wieku. Własność rodziny Wąglikowskich, później Buthner-Zawadzkich. W czasie II wojny światowej niektórzy mieszkańcy zostali zamordowani przez Niemców lub zesłani do ZSRR. Od 1970 r. parafia. Kaplica ku pamięci ofiar II wojny światowej, zbudowana na sześćsetlecie wsi, obchodzone w 2000 roku. 